# Delta Volley Porto Viro 2023-2024
Questa voce raccoglie le informazioni riguardanti il Delta Volley Porto Viro nelle competizioni ufficiali della stagione 2023-2024.

## Stagione
Nella stagione 2023-24 il Delta Volley Porto Viro assume la denominazione sponsorizzata di Delta Group Porto Viro.
Partecipa per la terza volta consecutiva al campionato di Serie A2 classificandosi settima al termine della regular season: la posizione le permette di accedere ai play-off promozione, dove viene eliminata nelle semifinali dall'Emma Villas.
La posizione in regular season consente al club di accedere anche alla Coppa Italia di Serie A2, dove viene eliminato in semifinale dall'Atlantide Brescia.

## Organigramma societario
Area direttiva
- Presidente: Luigi Veronese
- Direttore generale: Gabriele Pavan
- Team manager: Mattea Tosetti
- Segreteria: Mattea Tosetti
- Direttore sportivo: Filippo Vedovotto (fino al 10 ottobre 2023)

Area tecnica
- Allenatore: Daniele Morato
- Allenatore in seconda: Marcello Mattioli (fino al 28 novembre 2023), Massimo Zambonin (dal 14 dicembre 2023)
- Scout man: Davide Porporati
- Responsabile settore giovanile: Massimo Zambonin

Area comunicazione
- Responsabile comunicazione: Mario Caporello
- Fotografo: Stefano Spano

Area marketing
- Responsabile marketing: Matteo Sperandio

Area sanitaria
- Preparatore atletico: Matteo Carlesso
- Medico sociale: Alberto Marzolla
- Fisioterapista: Dario Ravagnan
- Osteopata: Enrico Boscolo, Eleonora Odorizzi

## Rosa
| N° | Nome                   | Ruolo | Data di nascita  | Nazionalità sportiva |
| -- | ---------------------- | ----- | ---------------- | -------------------- |
| 1  | Matteo Zamagni         | C     | 4 agosto 1989    | Italia               |
| 2  | Enrico Zorzi           | P     | 28 maggio 1990   | Italia               |
| 5  | Nicola Tiozzo          | S     | 26 maggio 1993   | Italia               |
| 6  | Pedro Ferreira         | S     | 17 febbraio 1996 | Brasile              |
| 7  | Felice Sette           | S     | 27 febbraio 1996 | Italia               |
| 8  | Egon Lamprecht         | L     | 10 novembre 1980 | Italia               |
| 9  | Rocco Barone           | C     | 14 dicembre 1987 | Italia               |
| 10 | Tommaso Barotto        | O     | 24 agosto 2005   | Italia               |
| 11 | Fernando Garnica       | P     | 19 luglio 1980   | Italia               |
| 13 | Giacomo Bellei         | O     | 7 febbraio 1988  | Italia               |
| 14 | Sōkratīs Charalampidīs | S     | 17 giugno 1997   | Grecia               |
| 15 | Matteo Sperandio       | C     | 4 marzo 1992     | Italia               |
| 16 | Davide Morgese         | L     | 16 giugno 1996   | Italia               |
| 17 | Mattia Eccher          | C     | 11 aprile 2003   | Italia               |
| 18 | Gabriele Chiloiro      | S     | 16 novembre 2004 | Italia               |

## Mercato
| Acquisti | Acquisti               | Acquisti           | Acquisti   |
| R.       | Nome                   | da                 | Modalità   |
| -------- | ---------------------- | ------------------ | ---------- |
| O        | Tommaso Barotto        | Diavoli Rosa       | definitivo |
| S        | Sōkratīs Charalampidīs | Hapoel SVA Rehovot | definitivo |
| S        | Pedro Ferreira         | Atibaia            | definitivo |
| S        | Gabriele Chiloiro      | Diavoli Rosa       | definitivo |
| C        | Mattia Eccher          | Diavoli Rosa       | definitivo |
| L        | Davide Morgese         | Lupi Santa Croce   | definitivo |
| S        | Nicola Tiozzo          | New Mater          | definitivo |
| C        | Matteo Zamagni         | New Mater          | definitivo |

| Cessioni | Cessioni           | Cessioni          | Cessioni   |
| R.       | Nome               | a                 | Modalità   |
| -------- | ------------------ | ----------------- | ---------- |
| C        | Alex Erati         | Atlantide Brescia | definitivo |
| S        | Riccardo Iervolino | New Mater         | definitivo |
| O        | Bartosz Krzysiek   | Ajman             | definitivo |
| C        | Graziano Maccarone | Franco Tigano     | definitivo |
| S        | Marco Pierotti     | Emma Villas       | definitivo |
| L        | Davide Russo       | Padova            | definitivo |
| S        | Filippo Vedovotto  |                   | ritirato   |

## Risultati

### Serie A2

#### Girone di andata
| 1ª Giornata - 15 novembre 2023 PalaDeAndré, Ravenna                   | Porto Robur Costa | 0 - 3 | Porto Viro        | 18-25, 23-25, 19-25               |
| 2ª Giornata - 22 ottobre 2023 Palazzetto dello Sport, Porto Viro      | Porto Viro        | 3 - 2 | Impavida Ortona   | 25-18, 21-25, 28-30, 25-23, 15-12 |
| 3ª Giornata - 29 ottobre 2023 Palazzetto dello Sport, Porto Viro      | Porto Viro        | 2 - 3 | Atlantide Brescia | 25-23, 25-21, 18-25, 14-25, 12-15 |
| 4ª Giornata - 1º novembre 2023 Palasport Grottazzolina, Grottazzolina | M&G               | 3 - 0 | Porto Viro        | 25-22, 25-14, 25-23               |
| 5ª Giornata - 5 novembre 2023 PalaBigi, Reggio nell'Emilia            | Tricolore         | 2 - 3 | Porto Viro        | 25-23, 25-16, 23-25, 22-25, 11-15 |
| 6ª Giornata - 12 novembre 2023 Palazzetto dello Sport, Porto Viro     | Porto Viro        | 3 - 1 | New Mater         | 25-21, 23-25, 25-16, 25-23        |
| 7ª Giornata - 19 novembre 2023 Pala Santa Maria, Pineto               | Pineto            | 3 - 2 | Porto Viro        | 25-20, 21-25, 21-25, 25-23, 15-11 |
| 8ª Giornata - 26 novembre 2023 Palazzetto dello Sport, Porto Viro     | Porto Viro        | 2 - 3 | Cuneo             | 18-25, 25-15, 18-25, 32-30, 12-15 |
| 9ª Giornata - 1º dicembre 2023 PalaJacazzi, Aversa                    | Virtus Aversa     | 0 - 3 | Porto Viro        | 19-25, 18-25, 17-25               |
| 10ª Giornata - 7 dicembre 2023 Palazzetto dello Sport, Porto Viro     | Porto Viro        | 0 - 3 | Lupi Santa Croce  | 21-25, 23-25, 17-25               |
| 11ª Giornata - 10 dicembre 2023 PalaFrancescucci, Casnate con Bernate | Libertas Brianza  | 3 - 2 | Porto Viro        | 23-25, 25-22, 17-25, 25-17, 17-15 |
| 12ª Giornata - 17 dicembre 2023 Palazzetto dello Sport, Porto Viro    | Porto Viro        | 1 - 3 | Emma Villas       | 22-25, 25-17, 23-25, 29-31        |
| 13ª Giornata - 26 dicembre 2023 PalaCrisafulli, Pordenone             | Prata             | 2 - 3 | Porto Viro        | 19-25, 25-15, 24-26, 25-20, 17-19 |

#### Girone di ritorno
| 14ª Giornata - 30 dicembre 2023 Palazzetto dello Sport, Porto Viro | Porto Viro        | 2 - 3 | Porto Robur Costa | 23-25, 25-20, 25-23, 15-25, 12-15 |
| 15ª Giornata - 7 gennaio 2024 Palasport Comunale, Ortona           | Impavida Ortona   | 0 - 3 | Porto Viro        | 15-25, 20-25, 21-25               |
| 16ª Giornata - 14 gennaio 2024 PalaSanFilippo, Brescia             | Atlantide Brescia | 3 - 1 | Porto Viro        | 25-17, 22-25, 25-17, 25-20        |
| 17ª Giornata - 21 gennaio 2024 Palazzetto dello Sport, Porto Viro  | Porto Viro        | 3 - 1 | M&G               | 25-20, 15-25, 25-12, 31-29        |
| 18ª Giornata - 28 gennaio 2024 Palazzetto dello Sport, Porto Viro  | Porto Viro        | 3 - 0 | Tricolore         | 25-19, 25-20, 25-21               |
| 19ª Giornata - 4 febbraio 2024 PalaGrotte, Castellana Grotte       | New Mater         | 1 - 3 | Porto Viro        | 25-22, 25-27, 17-25, 20-25        |
| 20ª Giornata - 11 febbraio 2024 Palazzetto dello Sport, Porto Viro | Porto Viro        | 3 - 0 | Pineto            | 25-18, 25-22, 25-23               |
| 21ª Giornata - 18 febbraio 2024 PalaCastagnaretta, Cuneo           | Cuneo             | 3 - 0 | Porto Viro        | 25-18, 25-17, 25-21               |
| 22ª Giornata - 25 febbraio 2024 Palazzetto dello Sport, Porto Viro | Porto Viro        | 3 - 1 | Virtus Aversa     | 25-17, 27-25, 18-25, 25-22        |
| 23ª Giornata - 3 marzo 2024 PalaParenti, Santa Croce sull'Arno     | Lupi Santa Croce  | 3 - 1 | Porto Viro        | 25-21, 25-13, 15-25, 25-21        |
| 24ª Giornata - 9 marzo 2024 Palazzetto dello Sport, Porto Viro     | Porto Viro        | 3 - 1 | Libertas Brianza  | 25-15, 21-25, 25-23, 25-13        |
| 25ª Giornata - 17 marzo 2024 PalaMensSana, Siena                   | Emma Villas       | 3 - 1 | Porto Viro        | 25-19, 25-19, 22-25, 25-21        |
| 26ª Giornata - 24 marzo 2024 Palazzetto dello Sport, Porto Viro    | Porto Viro        | 2 - 3 | Prata             | 25-22, 22-25, 13-25, 25-18, 11-15 |

#### Play-off promozione
| Gara 1 Quarti di finale - 27 marzo 2024 PalaCastagnaretta, Cuneo            | Cuneo       | 0 - 3 | Porto Viro  | 21-25, 22-25, 25-27              |
| Gara 2 Quarti di finale - 1º aprile 2024 Palazzetto dello Sport, Porto Viro | Porto Viro  | 1 - 3 | Cuneo       | 25-19, 22-25, 21-25, 23-25       |
| Gara 3 Quarti di finale - 8 aprile 2024 PalaCastagnaretta, Cuneo            | Cuneo       | 0 - 3 | Porto Viro  | 19-25, 19-25, 20-25              |
| Gara 1 Semifinali - 11 aprile 2024 PalaMensSana, Siena                      | Emma Villas | 3 - 1 | Porto Viro  | 25-11, 25-23, 21-25, 25-12       |
| Gara 2 Semifinali - 14 aprile 2024 Palazzetto dello Sport, Porto Viro       | Porto Viro  | 3 - 2 | Emma Villas | 25-20, 17-25, 22-25, 28-26, 15-8 |
| Gara 3 Semifinali - 17 aprile 2024 PalaMensSana, Siena                      | Emma Villas | 3 - 1 | Porto Viro  | 22-25, 25-16, 25-20, 25-13       |

### Coppa Italia di Serie A2
| Andata quarti di finale - 1º maggio 2024 Palazzetto dello Sport, Porto Viro | Porto Viro        | 3 - 1 | Cuneo      | 22-25, 25-16, 25-20, 25-18 |
| Ritorno quarti di finale - 5 maggio 2024 PalaCastagnaretta, Cuneo           | Cuneo             | 1 - 3 | Porto Viro | 20-25, 25-17, 18-25, 18-25 |
| Semifinali - 11 maggio 2024 PalaCastagnaretta, Cuneo                        | Atlantide Brescia | 3 - 1 | Porto Viro | 25-20, 15-25, 27-25, 25-19 |

## Statistiche

### Statistiche di squadra
| Competizione             | Punti | In casa | In casa | In casa | In trasferta | In trasferta | In trasferta | Totale | Totale | Totale |
| Competizione             | Punti | G       | V       | P       | G            | V            | P            | G      | V      | P      |
| ------------------------ | ----- | ------- | ------- | ------- | ------------ | ------------ | ------------ | ------ | ------ | ------ |
| Serie A2                 | 42    | 15      | 8       | 7       | 17           | 8            | 9            | 32     | 16     | 16     |
| Coppa Italia di Serie A2 |       | 1       | 1       | 0       | 1            | 1            | 0            | 3      | 2      | 1      |
| Totale                   | -     | 16      | 9       | 7       | 18           | 9            | 9            | 35     | 18     | 17     |

G = partite giocate; V = partite vinte; P = partite perse 

### Statistiche dei giocatori
| Giocatore        | Serie A2 | Serie A2 | Serie A2 | Serie A2 | Serie A2 | Coppa Italia di Serie A2 | Coppa Italia di Serie A2 | Coppa Italia di Serie A2 | Coppa Italia di Serie A2 | Coppa Italia di Serie A2 | Totale | Totale | Totale | Totale | Totale |
| Giocatore        | P        | PT       | AV       | MV       | BV       | P                        | PT                       | AV                       | MV                       | BV                       | P      | PT     | AV     | MV     | BV     |
| ---------------- | -------- | -------- | -------- | -------- | -------- | ------------------------ | ------------------------ | ------------------------ | ------------------------ | ------------------------ | ------ | ------ | ------ | ------ | ------ |
| R. Barone        | 28       | 188      | 125      | 57       | 6        | 3                        | 22                       | 17                       | 4                        | 1                        | 31     | 210    | 142    | 61     | 7      |
| T. Barotto       | 29       | 469      | 411      | 32       | 26       | 3                        | 61                       | 55                       | 3                        | 3                        | 32     | 530    | 466    | 35     | 29     |
| G. Bellei        | 25       | 101      | 87       | 7        | 7        | 3                        | 3                        | 3                        | 0                        | 0                        | 28     | 104    | 90     | 7      | 7      |
| S. Charalampidīs | 12       | 3        | 3        | 0        | 0        | 1                        | 1                        | 0                        | 0                        | 1                        | 13     | 4      | 3      | 0      | 1      |
| G. Chiloiro      | 1        | 0        | 0        | 0        | 0        | -                        | -                        | -                        | -                        | -                        | 1      | 0      | 0      | 0      | 0      |
| M. Eccher        | 11       | 41       | 33       | 6        | 2        | 1                        | 4                        | 1                        | 3                        | 0                        | 12     | 45     | 34     | 9      | 2      |
| F. Garnica       | 31       | 72       | 39       | 13       | 20       | 3                        | 8                        | 2                        | 1                        | 5                        | 34     | 80     | 41     | 14     | 25     |
| E. Lamprecht     | 7        | 0        | 0        | 0        | 0        | 1                        | 0                        | 0                        | 0                        | 0                        | 8      | 0      | 0      | 0      | 0      |
| D. Morgese       | 31       | 0        | 0        | 0        | 0        | 3                        | 0                        | 0                        | 0                        | 0                        | 34     | 0      | 0      | 0      | 0      |
| P. Ferreira      | 25       | 113      | 94       | 7        | 12       | 3                        | 4                        | 3                        | 0                        | 1                        | 28     | 117    | 97     | 7      | 13     |
| F. Sette         | 32       | 351      | 304      | 20       | 27       | 3                        | 37                       | 32                       | 4                        | 1                        | 35     | 388    | 336    | 24     | 28     |
| M. Sperandio     | 14       | 50       | 34       | 15       | 1        | 1                        | 3                        | 0                        | 2                        | 1                        | 15     | 53     | 34     | 17     | 2      |
| N. Tiozzo        | 31       | 359      | 314      | 25       | 20       | 3                        | 34                       | 31                       | 2                        | 1                        | 34     | 393    | 345    | 27     | 21     |
| M. Zamagni       | 31       | 233      | 174      | 51       | 8        | 3                        | 17                       | 16                       | 0                        | 1                        | 34     | 250    | 190    | 51     | 9      |
| E. Zorzi         | 16       | 5        | 3        | 1        | 1        | 1                        | 0                        | 0                        | 0                        | 0                        | 17     | 5      | 3      | 1      | 1      |

P = presenze; PT = punti totali; AV = attacchi vincenti; MV = muri vincenti; BV = battute vincenti